# Artaxias III Zénon
Pour les articles homonymes, voir Artaxias et Ardachès.
Zénon  Artaxias, Artaxias III ou Ardachès III  (en arménien Արտաշես Երրորդ ; 13 av. J.-C.-34/35 ap. J.-C.) est roi d'Arménie de 18 à 34/35. 

## Biographie
L. Antonius Polemon ou Zénon est le fils de Polémon Ier, roi du Pont, et de Pythodoris de Trallès. Theodor Mommsen identifie sa grand-mère maternelle, Antonia (nom retrouvé sur une inscription dédiée par les habitants de Smyrne), à la fille de Marc Antoine et d'une autre Antonia, ce qui ferait de Zénon un parent de Tibère et de Germanicus ; cette filiation n'est pas démontrée. 
Après l'éloignement de Vononès Ier à la suite des pressions du roi parthe Artaban III, en 15/16, l'Arménie se retrouve sans roi. Ce n'est que deux ans plus tard, en 18, que Germanicus, missionné par Tibère, fait monter Zénon sur le trône arménien. Tacite précise à son sujet que « depuis sa plus tendre enfance, (il) imitait les traditions et le genre de vie des Arméniens, la chasse, les banquets et les pratiques aimées des Barbares, aussi s'était-il attaché pareillement les grands et le peuple ».

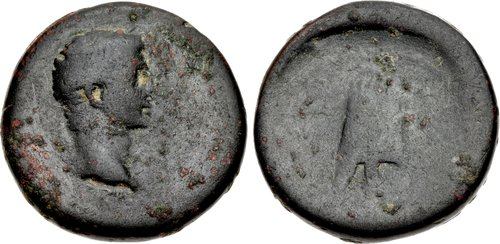
Monnaie de bronze d'Artaxias III à l'effigie de Tibère.

Germanicus le couronne donc publiquement dans la ville d'Artaxate ; les Arméniens lui rendent hommage et le saluent du nom royal d'Artaxias, en hommage au fondateur de la dynastie artaxiade, Artaxias Ier. On peut également y voir un rattachement de Zénon à cette dynastie. Son règne marque donc une nouvelle période de protectorat romain sur le pays, tout comme une période assez paisible : populaire, Zénon ne doit pas faire face à l'opposition d'Artaban III, aux prises à d'autres luttes tant internes qu'externes. Mais à la mort de Zénon, Artaban passe à l'offensive et tente d'imposer son fils Arsace, auquel Tibère va opposer Mithridate, frère de Pharsman Ier d'Ibérie.
Selon Mario Pani, Zénon aurait été placé sur le trône arménien vers 15, dès l'éloignement de Vononès, à l'instigation d'Archélaos de Cappadoce, second époux de Pythodoris, mais aurait été vaincu par Germanicus avant d'être finalement reconnu roi en 18 ; Marie-Louise Chaumont qualifie les arguments utilisés d'« aussi ingénieux que peu convaincants ».